# 达丽加·纳扎尔巴耶娃
達麗加·努尔苏丹诺芙娜·納扎爾巴耶娃（羅馬化：Dariğa Nūrsūltanqyzy Nazarbaeva；1963年5月7日—），哈萨克斯坦首任总统努尔苏丹·纳扎尔巴耶夫長女、原參議院議長，在2015年至2016年间曾出任副總理。

## 生活與生涯
納扎爾巴耶娃於1963年生於卡拉干達州的鐵米爾套，她曾擔任國家通訊社凱巴爾負責人。她曾組建政黨阿薩爾，阿薩爾於2006年7月與親納札爾巴耶夫派政黨祖國之光合併。
許多分析人士認為，納扎爾巴耶夫正在準備讓他的長女在退休或死亡時接替他職位。但她最近與她父親的關係惡化，部分是由於她有時對納扎爾巴那夫的行政部門的批評。
納扎爾巴耶娃與哈薩克斯坦商人和政治家拉哈特·阿利耶夫結婚甚久，直到2007年6月離婚為止。阿利耶夫声称，離婚是在沒有得到同意的情況下被執行的，是納扎爾巴耶夫強迫他離婚。納扎爾巴耶娃與阿利耶夫有兩個兒子，納拉里和艾苏丹，還有一個女兒維內納。納拉里的妻子在2003年生下了勞拉·阿利耶夫。
納扎爾巴耶娃也是一個狂熱的業餘歌劇歌手，儘管沒有正式的聲樂訓練，但她經常在音樂會和活動中演出歌劇。她也是哈薩克真人秀SuperStar KZ第二季的評審團成員。
2014年4月3日，納扎爾巴耶娃被選為下議院馬日利斯副主席，2015年9月11日，她被任命為副總理。2016年9月13日她被任命為參議院成員，9月16日，她被任命為參議院國際事務及國防和安全委員會主席。
2019年3月19日，納扎爾巴耶夫辞去总统职务。次日，納扎爾巴耶娃当选参议院议长，接替卡瑟姆若馬爾特·托卡耶夫。
2020年5月2日，納扎爾巴耶娃被免去參議院議長之职。有观点认为，这可能与其子艾苏丹·纳扎尔巴耶夫泄漏的丑闻有关。艾苏丹在2020年2月向英国政府申请政治避难，并爆料其母亲的腐败行径，然而納扎爾巴耶娃没有回应其子的指控。